# Circonscription de Tétouan
La circonscription de Tétouan est la circonscriptions législatives marocaines de la province de Tétouan située en région Tanger-Tétouan-Al Hoceïma. Elle est représentée dans la Xe législature par Mohamed Elarbi Ahnin, Mustapha El Bakkouri, Mohamed El Milahi, Mohamed Id Aomar et Elhrouchi Nor-ddin.

## Historique des députations
| Législature | Début de mandat  | Fin de mandat    | Députés élus | Députés élus           | Députés élus | Députés élus              | Députés élus | Députés élus               | Députés élus | Députés élus             | Députés élus | Députés élus                |
| ----------- | ---------------- | ---------------- | ------------ | ---------------------- | ------------ | ------------------------- | ------------ | -------------------------- | ------------ | ------------------------ | ------------ | --------------------------- |
| IXe         | 26 novembre 2011 | 7 octobre 2016   |              | Ahmed Boukhobza (PJD)  |              | Mohamed Idaomar (PJD)     |              | Rachid Talbi Alami (RNI)   |              | Mohamed EL Milahi (USFP) |              | Mohamed El Arbi Ahnin (PPS) |
| Xe          | 8 octobre 2016   | 8 septembre 2021 |              | Mohamed Id Aomar (PJD) |              | Elhrouchi Nor-ddin (PAM)  |              | Mustapha El Bakkouri (RNI) |              | Mohamed El Milahi (USFP) |              | Mohamed Elarbi Ahnin (PPS)  |
| XIe         | 9 septembre 2021 | ?                |              | Moncef Ettoub (PI)     |              | Mohamed Larbi Ahnin (PAM) |              | Rachid Talbi Alami (RNI)   |              | Hamid Derrak (USFP)      |              | Noureddine El Harouchi (UC) |

## Historique des élections

### Élections de 2016
| Parti       | Parti                                         | Voix    | %      | Député(s) élus       |  |
| ----------- | --------------------------------------------- | ------- | ------ | -------------------- |  |
|             | Parti de la justice et du développement (PJD) | 20 136  | 25,34  | Mohamed Id Aomar     |  |
|             | Rassemblement national des indépendants (RNI) | 16 328  | 20,55  | Mustapha El Bakkouri |  |
|             | Parti du progrès et du socialisme (PPS)       | 13 289  | 16,72  | Mohamed Elarbi Ahnin |  |
|             | Parti authenticité et modernité (PAM)         | 11 792  | 14,84  | Elhrouchi Nor-ddin   |  |
|             | Union socialiste des forces populaires (USFP) | 10 639  | 13,39  | Mohamed El Milahi    |  |
|             | Sans étiquette                                | 2 988   | 3,76   |                      |  |
|             | Fédération de la gauche démocratique (FGD)    | 2 478   | 3,12   |                      |  |
|             | Parti de l'Istiqlal (PI)                      | 1 168   | 1,47   |                      |  |
|             | Mouvement démocratique et social (MDS)        | 282     | 0,35   |                      |  |
|             | Mouvement populaire (MP)                      | 194     | 0,24   |                      |  |
|             | Parti de l'unité et de la démocratie (PUD)    | 99      | 0,12   |                      |  |
|             | Union constitutionnelle (UC)                  | 79      | 0,10   |                      |  |
|             |                                               |         |        |                      |  |
| Inscrits    | Inscrits                                      | 206 314 | 100,00 |                      |  |
| Abstentions | Abstentions                                   | 126 842 | 61,48  |                      |  |
| Exprimés    | Exprimés                                      | 79 472  | 38,52  |                      |  |

### Élections de 2021
| Parti       | Parti                                                       | Voix    | %      | Députés élus           |  |
| ----------- | ----------------------------------------------------------- | ------- | ------ | ---------------------- |  |
|             | Rassemblement national des indépendants (RNI)               | 26 877  | 31,22  | Rachid Talbi Alami     |  |
|             | Parti authenticité et modernité (PAM)                       | 25 706  | 29,86  | Mohamed Larbi Ahnin    |  |
|             | Parti de l'Istiqlal (PI)                                    | 11 798  | 13,70  | Moncef Ettoub          |  |
|             | Union socialiste des forces populaires (USFP)               | 5 424   | 6,30   | Hamid Derrak           |  |
|             | Union constitutionnelle (UC)                                | 5 265   | 6,12   | Noureddine El Harouchi |  |
|             | Parti de la justice et du développement (PJD)               | 2 866   | 3,33   |                        |  |
|             | Parti du progrès et du socialisme (PPS)                     | 2 852   | 3,31   |                        |  |
|             | Mouvement populaire (MP)                                    | 2 434   | 2,83   |                        |  |
|             | Parti socialiste unifié (PSU)                               | 1 065   | 1,24   |                        |  |
|             | Alliance de la fédération de gauche (AGD)                   | 827     | 0,96   |                        |  |
|             | Parti marocain libéral (PML)                                | 421     | 0,49   |                        |  |
|             | Parti de l'équité (PRE)                                     | 224     | 0,26   |                        |  |
|             | Parti de l'environnement et du développement durable (PEDD) | 145     | 0,17   |                        |  |
|             | Parti de l'unité et de la démocratie (PUD)                  | 117     | 0,14   |                        |  |
|             | Parti vert marocain (PVM)                                   | 66      | 0,08   |                        |  |
|             |                                                             |         |        |                        |  |
| Inscrits    | Inscrits                                                    | 239 397 | 100,00 |                        |  |
| Abstentions | Abstentions                                                 | 153 310 | 64,04  |                        |  |
| Exprimés    | Exprimés                                                    | 86 087  | 35,96  |                        |  |